# Devětsil japonský
Devětsil japonský (Petasites japonicus) je statná, vytrvalá, dvoudomá rostlina s plazivými oddenky. Tento příležitostně se vyskytující neofyt je jedním ze čtyř druhů rodu devětsil, s kterými se můžeme v přírodě České republiky setkat; poprvé zde byl zjištěn roku 1900.

## Výskyt
Domovinou devětsilu japonského je Japonsko (mimo ostrova Hokkaidó) a dále Korejský poloostrov, severovýchodní oblasti Číny a Přímořském a Chabarovský kraj na ruském Dálném východě. Odtud byl coby nenáročná okrasná rostlina rozšířen do Střední i Severní Evropy a jako rostlina vhodná i k jídlu též do Vietnamu a na Havaj.
Rostlina se koncem 19. století začala jako exotická bylina vysazovat do evropských zámeckých zahrad a parků , kde upoutávala hlavně svou velikostí. Odtud začala pouť mimo vyhrazená území, obvykle byly vyvezeny úlomky oddenků, které ve vlhkém prostředí zakořenily a daly vzniknout novým rostlinám.

## Ekologie
Vlhkomilná rostlina vyskytující se ve světlých lesích, na březích rybníků, potoků nebo i v bažinách. Roste v široké škále vlhkých půd, v závislosti na jejích výživnosti se odvíjí velikost rostliny. Z vytrvalého, plazivého, silně se rozrůstajícího oddenku vyrůstá z jara nejdříve květní lodyha s  listeny a květenstvím tvořeným mnoha úbory a teprve po odkvětu raší přízemní listy. Bylina se rychle rozrůstá podzemními oddenky a v nevelkých zahradách zarůstá okolní rostliny. Evropskou zimu spolehlivě přežívá, vykvétá brzy z jara a na místech s pozdními mrazíky někdy namrzají rozkvetlá květenství.

## Popis
Vytrvalá, dvoudomá bylina, která na jaře nejdříve vypouští z oddenku lodyhu hrubou 5 až 10 mm, která bývá vysoká 20 až 40 cm a po opylení se prodlužuje až na délku 70 cm. Na lodyze vyrůstá květenství se žlutozelenými listeny, které bývají až 8 cm dlouhé, mají rovnoběžnou žilnatinu a na vrcholu jsou tupé. Květenství je tvořeno 20 až 30 do hlávky staženými úbory obsahující četné, vonné, trubkovité květy s bílými či nažloutlými korunami. Květy jsou na celé rostlině stejné, funkčně samčí nebo samičí. Samičí květy se mohou opylit výhradně pylem z jiné samčí rostliny. Opylené květy produkují válcovité nažky 3,5 mm velké zakončené bílým, asi 1 cm dlouhým chmýrem. Kvetou v dubnu až květnu, semena (nažky) dozrávají v červnu.
Po odkvětu začnou na dlouhých řapících vyrůstat z oddenku přízemní listy. Jejich čepele jsou srdčitě ledvinovité nebo vejčitě podlouhlé, bývají velké téměř 1 m, po obvodě jsou nepravidelně jemně zubaté, na horní straně hladké a na spodní chlupaté a později olysané.

## Význam
Tato statná rostlina bývá využívána na rychlé pokrytí velkých vlhkých a stinných zahradních ploch. Aby vynikla krása velkých listů a z jara i zajímavých květenství (připodobňovaných ke květákům), potřebuje velký prostor. Po zakořenění se oddenky rychle šíří do okolí a záhy se může rostlina stát nepříjemným plevelem, ze stanoviště kde rostla po několik let ji lze jen nesnadno vyhubit.
Ve své domovině, v Japonsku, se dlouhé bylinné řapíky po oloupaní svrchní vrstvy používají jako zelenina. Kořen se ve východoasijském lidovém léčitelství používá obdobně jako u devětsilu lékařského v Evropě. Oddenky se suší a vaří se z nich léčivé čaje používané při nemocech dýchacích cest, žlučníku či močového ústrojí, proti žaludečním křečím, revmatickým bolestem i střevním parasitům. Čerstvé listy se používají na obklady vnějších poranění kůže nebo i kloubů, pomáhají i při hadímu uštknutí.

## Taxonomie
V přírodě České republiky se vyskytuje poddruh devětsil japonský obrovský (Petasites japonicus (Siebold et Zucc.) Maxim. subsp. giganteus Kitam.), který je, jak napovídá jméno, mohutnější. Řapíky přízemních listů má dlouhé až 1,5 m a jejich čepele mívají v průměru až 2 m. V kultuře se pěstují kultivary 'Nishiki buki' a 'Variegata' se žlutě skvrnitými listy a 'Purpureus' s fialovými listeny a tmavě purpurovými listy. 

## Galerie

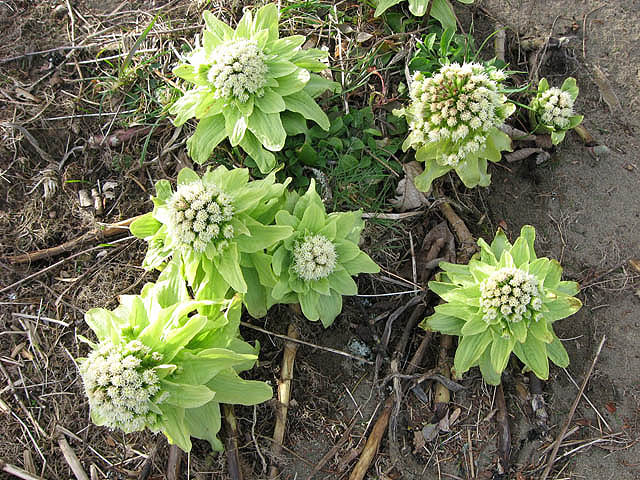
Rozrostlá rostlina
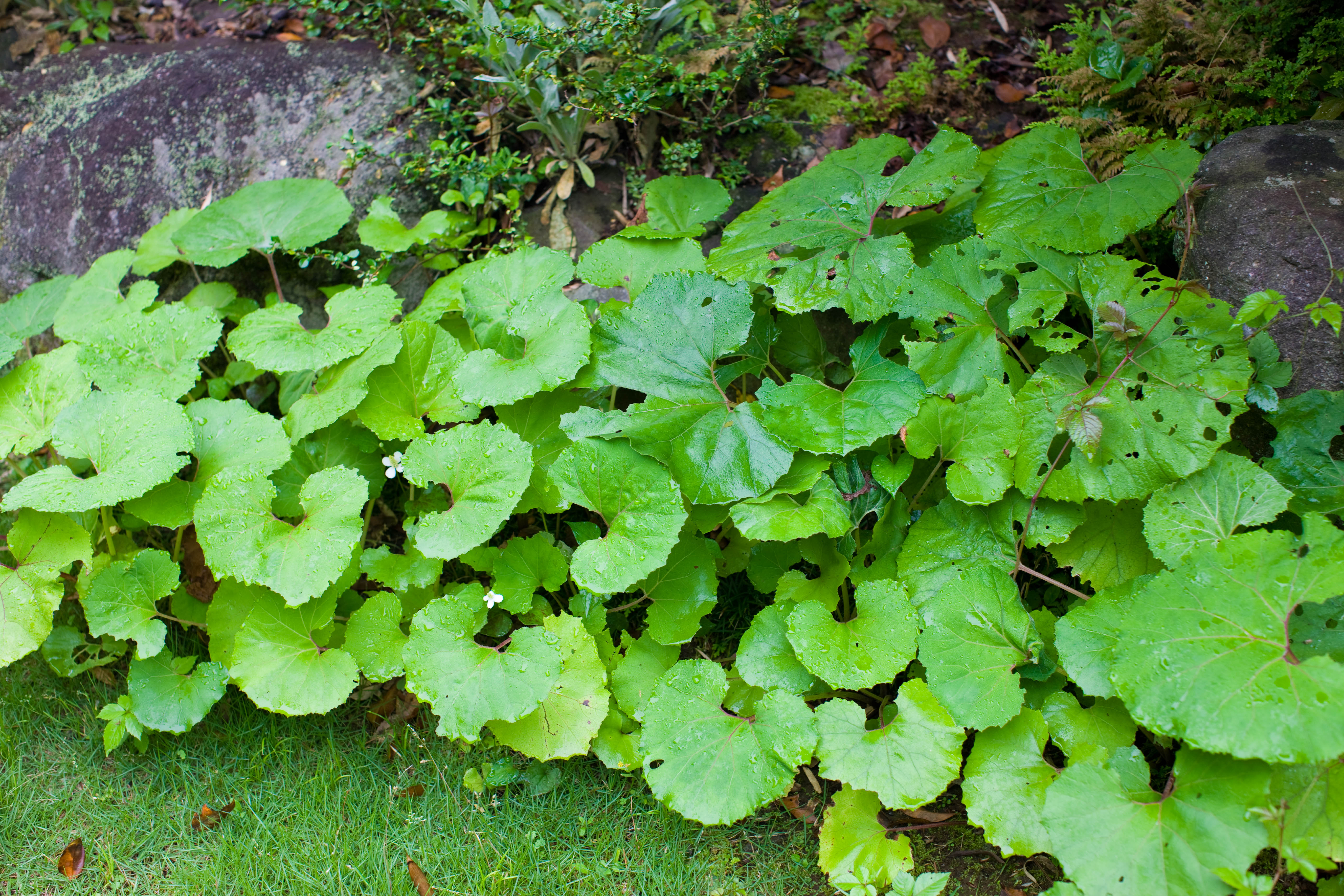
Přízemní listy
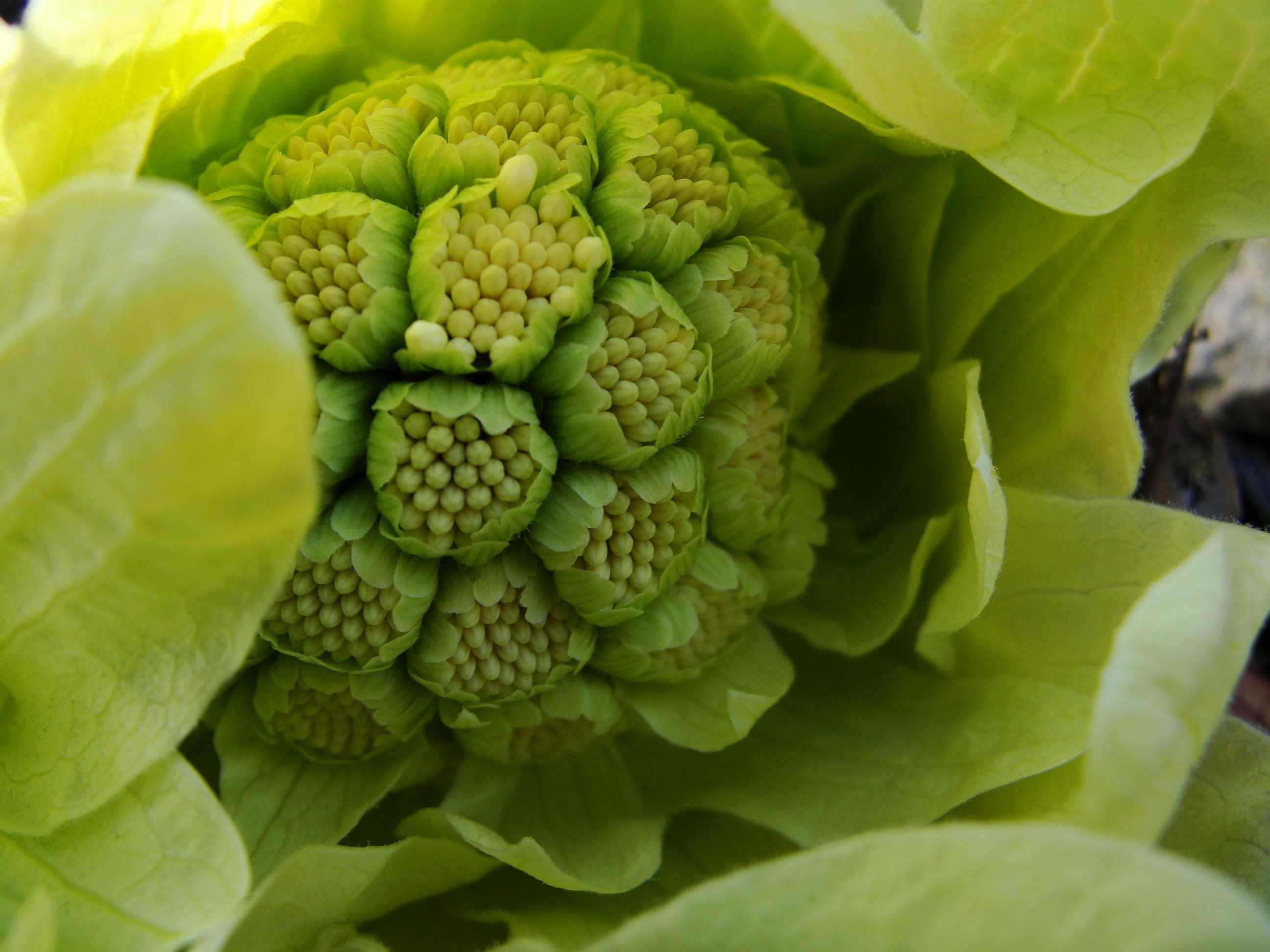
Květenství s nerozvitými květy
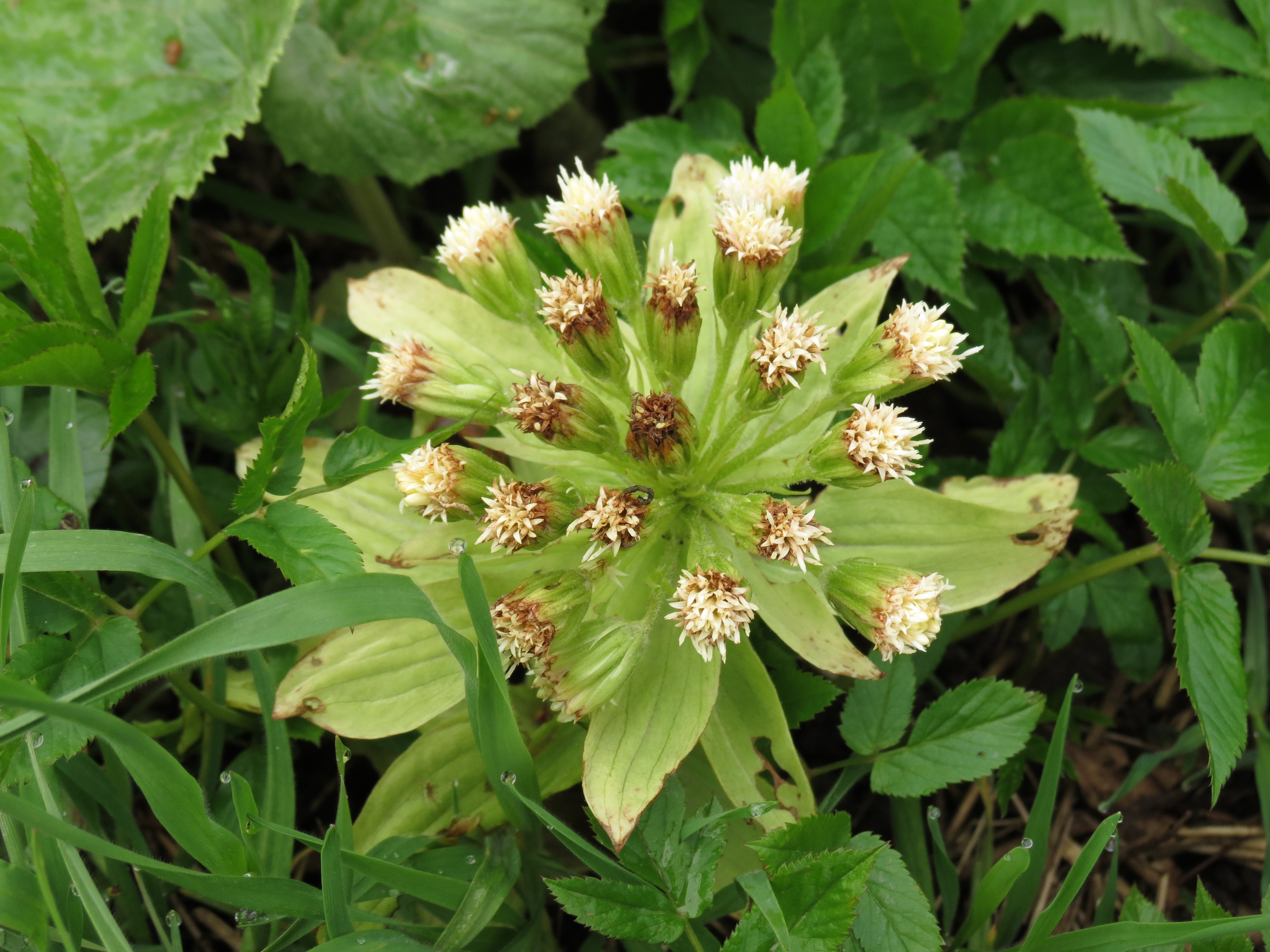
Dozrávající nažky